# طلوزة
طلوزة قرية فلسطينية من قرى الضفة الغربية وتقع شمال شرق مدينة نابلس. عرفت في الماضي باسم (تل اللوز) لاشتهارها بزراعة أشجار اللوز وتحول الاسم مع الزمن إلى طلوزة.
وفقًا لتعداد الجهاز المركزي للإحصاء الفلسطيني ، بلغ عدد سكانها 2375 نسمة في عام 2007 و2795 نسمة في عام 2017.

## الموقع
تقع القرية في مكان سياحي في منطقة الباذان حيث المتنزهات والأماكن الصيفية الخلابة ويؤمها السياح للاستجمام، وأقيم على جزء من أراضي القرية مخيم الفارعة.
توجد على تل الى الشمال والشمال الشرقي لمدينة نابلس على ارتفاع 560 متر فوق مستوى سطح البحر و هي قرية كنعانية تسمى ترسا باللغة الكنعانية . حدودها من الشرق عين شبلي وغور الاردن، ومن الغرب قرية بيت امرين، ومن الشمال طوباس و قرية ياصيد، ومن الجنوب مدينة نابلس و عصيرة الشمالية. تبلغ مساحة القرية 120000 دونم موزعة على أربع قرى هي طلوزة الام وواد الباذان والفارعة والنصارية.

## تاريخ
تم العثور في القرية على قطع فخارية من العصر الحديدي الثاني والعصر البيزنطي. كما اقترح روبنسون وجورين تحديد طلوزة مع مدينة ترصة الكنعانية القديمة، ومع ذلك، فإن معظم العلماء اليوم يحددون ترصة مع موقع تل الفارعة (شمال)، 5كم إلى الشرق والشمال الشرقي. تم العثور في القرية على كولومباريوم وخزفيات من العصر البيزنطي، وقد تم العثور أيضًا على بقايا فخارية من العصور الإسلامية المبكرة والعصور الوسطى. يوجد داخل القرية مقام النبي هارون ("النبي هارون") حسب التقاليد المحلية.

#### العصر العثماني
في عام 1596 ظهرت في سجلات الضرائب العثمانية باسم "طلوزة"، وهي قرية في ناحية جبل سامي في لواء نابلس . وكان عدد سكانها 62 أسرة، كلها مسلمة . كان القرويون يدفعون معدل ضريبة ثابت بنسبة 33.3% على مختلف المنتجات الزراعية، مثل القمح والشعير والمحاصيل الصيفية وأشجار الزيتون والماعز وخلايا النحل، بالإضافة إلى "الإيرادات العرضية" ومعصرة الزيتون أو العنب؛ بإجمالي 9902 آقجة . 
في عام 1838، صنف إدوارد روبنسون طلوزة على أنها تقع في قضاء الحارثة ، شمال نابلس. في عام ١٨٥٢، زار طلوزة، مشيرًا إلى أن "المدينة واسعة نوعًا ما، ومبنية بشكل جيد إلى حد ما. لم نرَ أي بقايا أثرية، باستثناء بعض الحفريات القبرية وبعض الصهاريج". وأشار روبنسون أيضًا إلى أن منزل شيخ القرية "بُني حول فناء صغير كانت تُربى فيه الماشية والخيول".
عندما زار جورين طلوزة في عام 1870، وصفها بأنها قرية كبيرة يبلغ عدد سكانها ما بين 1000 إلى 1200 نسمة. وأشار أيضًا إلى أن العديد من المنازل دمرت جزئيًا، وكانت هناك صهاريج قديمة هناك.  وجد مسح لغرب فلسطين عام 1882 أن طلوزة "قرية جيدة الحجم، مبنية بشكل جيد، مع منزل شيخ في المنتصف. تقع على تل، مع منحدر شديد الانحدار في الشرق، وجوانب التل مغطاة ببساتين الزيتون الجميلة ... تنزل نساء القرية إلى الينابيع الجميلة في الشرق، على بعد حوالي ميل واحد، حيث يوجد مصدر دائم للمياه الصالحة للشرب."  بعد ثورة تركيا الفتاة عام 1908، اندلعت اشتباكات عشائرية بين سكان طلوزة وعصيرة الشمالية المجاورة في أعقاب تراخي الأمن في المنطقة في أعقاب الثورة مباشرة. قُتل ما بين رجلين وثلاثة رجال في القتال الذي بدأ بعد أن قام سكان طلوزة بمداهمة واستيلاء على ماشية عسيرة. 

## السكان
يبلغ عدد سكان القرية 4000 نسمة، ومن أعلامها الملحوظة: مجدي الصالح، وزير الحكم المحلي في حكومة محمد اشتية.

## الزراعة
المساحة العمرانية للقرية 250 دونماً ويعتمد سكان القرية على الزراعة في المرتبة الأولى. تقسم الزراعة إلى زراعة مروية تستخدم البيوت البلاستيكية وتستخدم طريقة الري بالتنقيط، أما المناطق الجبلية فتعتمد على مياه الأمطار، تزرع الخضراوات، ويغطي الزيتون مساحات واسعة من أراضي القرية وخاصة الجبلية وفيها بيارات الحمضيات وتزرع أيضاً الحبوب والبقوليات، في القرية معصرتان للزيتون. فيها أيضاً سبعة عيون وعدة آبار ارتوازية منها بئران تشرف عليهما بلدية نابلس وستة آبار مستغلة للزراعة.